# Hot seat
Hot-seat, hot seat lub hotseat (ang. gorące krzesło) – tryb gry wieloosobowej w turowych grach komputerowych, pozwalający grać kilku osobom na jednym komputerze. Gra w trybie hot-seat polega na tym, że gracze kolejno wykonują określone czynności w grze i po skończonej turze przychodzi kolej na następnego gracza.
Termin ten wziął się od konieczności częstego zamieniania się miejscami przed komputerem przez graczy, w celu zajęcia wygodnej pozycji do wykonania tury.